# Agustín González Acilu
Agustín González Acilu, né à Altsasu, Navarre le 18 février 1929 et mort le 14 août 2023, est un compositeur et professeur de musique espagnol.

## Biographie
Il a commencé ses études musicales dans sa ville natale avec Luis Taberna, puis est allé au Conservatoire de Madrid, où il a été étudiant d'Enrique Massó Ribot (pour l'harmonie), de Francisco Calés Pina (es) (pour le contrepoint et la fugue) et de Julio Gómez García (es) (pour la composition). 
À la demande de la Députation forale de Navarre, il a réalisé une série d'études musicologiques sur les compositeurs navarrais du XVIIIe siècle. C'est le Conseil provincial lui-même qui, par le biais d'un concours, lui a offert une bourse extraordinaire pour approfondir ses connaissances en composition à Paris. Il reçoit ensuite une bourse du Gouvernement italien qui lui permet de participer à Venise comme compositeur à la Vacanze musicale puis d'aller à Rome où il assiste à un Cours international de composition dirigé par Goffredo Petrassi. Grâce à cette bourse, il va enfin en 1964 à Darmstadt, pour participer en tant qu'invité à l'Internationale Ferienkurse für neue musik animées par les compositeurs Henri Pousseur,  György Ligeti et Milton Babbitt, et enfin au VI Corso Internazionale Giorgio Cini à Venise. 
De retour en Espagne et à partir de 1966, il effectue des recherches linguistiques appliquées à la musique, cette fois pour le compte du Consejo Superior de Investigaciones Científicas. Il réalise une analyse phonétique et phonologique de textes qui entrent dans son répertoire comme Dilatación fonéticade 1967 sur un texte français de Pierre Teilhard de Chardin. Mais il écrit aussi pour tous les genres (musique de chambre, musique symphonique).
Il a été professeur d'harmonie au Conservatoire royal supérieur de musique de Madrid. Mais il a aussi enseigné au Conservatoire Pablo Sarasate de Pampelune, et à l'Université d'Oviedo. González Acilú est l'un des membres fondateurs de l'Associació de Compositors Simfònics Espanyols.

## Conceptions sonores
- Ses conceptions sonores se cristallisent dans son œuvre Contractures (1966) dans laquelle il s'aventure sur de nouvelles voies dans le traitement des textes et dans laquelle le baryton interprète ne chante pas, mais expose un matériau phonétique soutenu par un alto et deux violoncelles.
- Très riche aussi est le matériel utilisé dans Estructura para 24 sonidos, pour guitare en quarts de ton.
- González Acilú lui-même déclarera que son Oratorio pan-lingüístico (avec lequel il a représenté l'Espagne dans la Tribune des compositeurs de l'UNESCO) est une création d'une dialectique fondée sur l'opposition de deux phonologies correspondant à la langue basque et à la langue espagnole. L'oratorio lui a valu le Prix national de musique en 1971.
- Dans cette même direction se place Aschermittwoch dans lequel la mezzo-soprano a interprété une œuvre chantée et récitée. Son œuvre Sucesiones superpuestas, un quatuor pour instruments à cordes, a remporté le premier prix Samuel Ros.

Il est également l'auteur de:
- Imagenes per a guitarra;
- Pulsaciones;
- Simbiosis;
- Rasgos;
- Interfonismos Serigrafonia;
- Himne anlesbierinen;
- Entropias;
- Libro de los Proverbios;
- Arranco Neltza;
- Hegeliana;
- Cantata semiofónica, etc, des œuvres dans lesquelles du matériel sonore électronique est également inclus.
- Contracturas
- Aschermittwoch
- Omagio a Pier Paolo Pasolini
- Oratorio Panlingüístico
- Interfonismos
- La voz de Ofelia
- Matritum urbs antigua
- Concerto for two violins and orchestra

## Musique pour le théâtre
Il n'a pas délaissé la musique pour le théâtre. C'est ainsi qu'il a composé Música y palabras de Samuel Beckett, Les troianes d'Euripide, Los cazadores de Paco Ignacio Taibo I. Une bonne partie de cette œuvre a été enregistrée sur disques.

## Prix
- En 1971 il a obtenu le Prix national de musique. Il remporta à nouveau ce prix en 1998.
- En 2009, il a également reçu le Prix Prince de Viana pour la Culture des mains du Prince des Asturies[2].
- Gold Medal of the Royal Superior Conservatory of Music in Madrid (2009)
- Honorary Doctor of Navarre Public University (2011)
- Samuel Ros Composition Award (1962).
- Founding member of the Association of Spanish Symphony Composers (ACSE)